# Förder

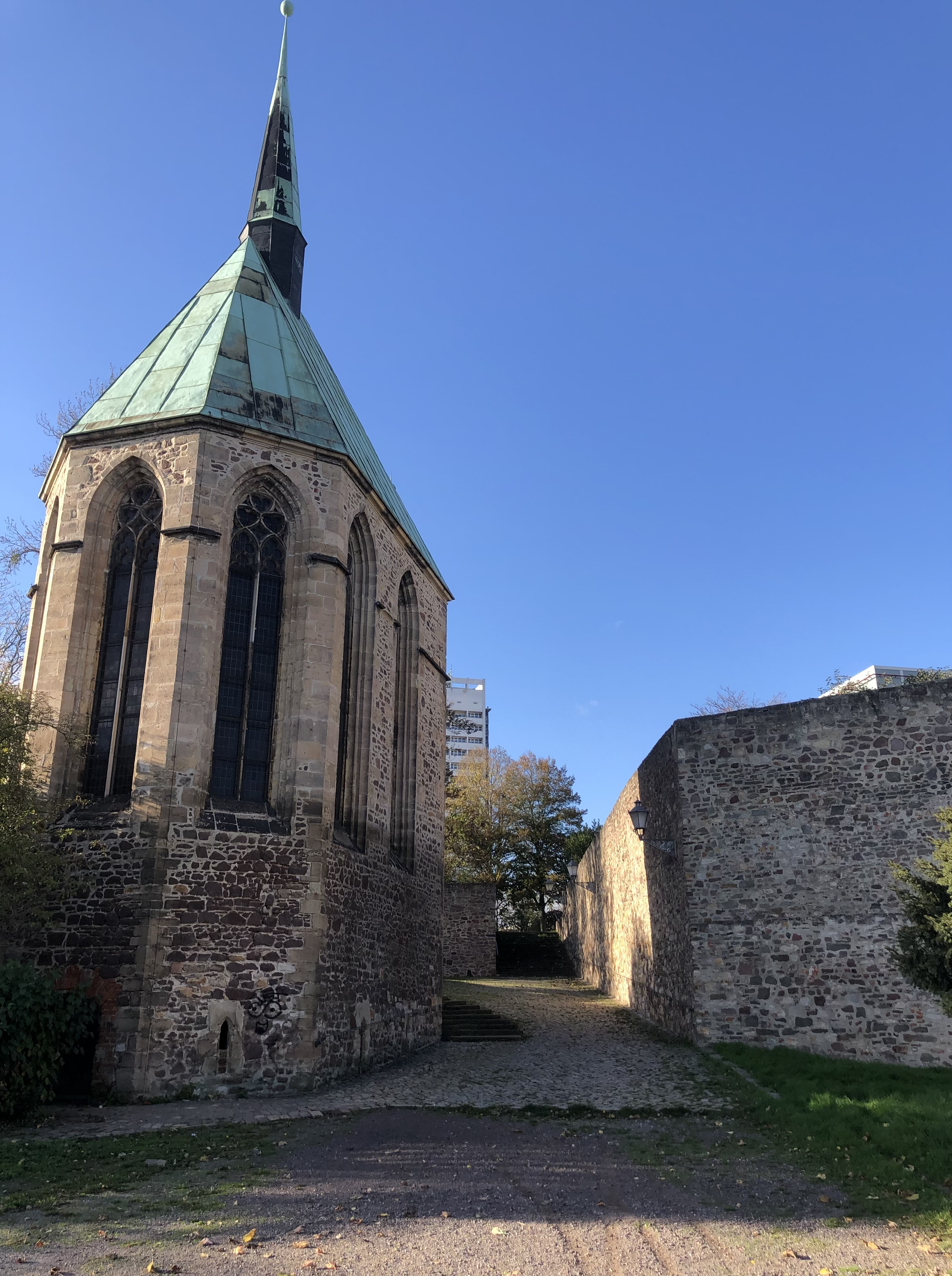
Blick von Osten in den Petersberg, 2022

Förder ist die Bezeichnung für eine historische Bauform einer Straße mit starkem Gefälle, die speziell in der Stadt Magdeburg eingesetzt wurde.

## Geschichte und Gestaltung
Der Bau von Fördern, im regionalen Dialekt auch Feder genannt, ergab sich in Magdeburg aus der geographischen Besonderheit, dass das Gebiet der Magdeburger Altstadt zu einem erheblichen Teil erhöht auf einem Plateau oberhalb des linken, westlichen Ufers der Elbe liegt.
Im Mittelalter wurde für das Gebiet jeder der drei an der Elbe gelegenen Pfarrgemeinden der Stadt (St. Johannis, St. Petri und St. Jakobi) aus dem Gebiet der Altstadt nach Osten in Richtung des niedriger gelegenen Bereichs am Elbufer ein Förder angelegt. Mittels der Förder, durch die ein Fahrweg verlief, war es möglich, Waren über den Höhenunterschied zu befördern.
Schon im westlichen Teil der Förder wurden die Bürgersteige deutlich oberhalb des Straßenniveaus angelegt. Die eigentliche Straße verlief dann in Form einer Schlucht nach Osten, auf beiden Seiten von Futtermauern umgeben, wobei die Mauern im Verlauf immer höher wurden. Um eine Querung der Förder in Nord-Süd-Richtung zu ermöglichen, wurden Fußgängerbrücken über die Förder gespannt.
Entsprechend der jeweiligen Pfarrgemeinden hieß der südliche Förder Johannisförder und der mittlere Petersförder. Der nördlichste wurde abweichend hiervon jedoch nicht als Jakobsförder, sondern als Kuhförder bezeichnet, da durch ihn Vieh getrieben wurde.
Die steilen Förder wurden 1725 auf Veranlassung des Gouverneurs Leopold I. beseitigt und durch übliche Straßen mit Gefälle ersetzt.
Der Johannisförder befand sich etwa im Bereich der heutigen Johannisbergstraße, der Petersförder an der Stelle der Straße Petersberg und der Kuhförder an der Stelle der Straße Faßlochsberg. Der Petersberg, mit seiner hohen Futtermauer, lässt das ehemalige Erscheinungsbild eines Förders erahnen. Namentlich besteht in Magdeburg noch heute der Petriförder. Hierbei handelt es sich um das Gebiet an der Elbe, das dem historischen Petersförder östlich vorgelagert war. In der Zeit um 1750, nach Beseitigung des Förders, verlagerte sich die Bezeichnung aus dem Gebiet des ehemaligen Förders, der nun Petersberg genannt wurde, weiter nach Osten, obwohl der Bereich kein Förder im eigentlichen Sinne ist.
Ein weiterer erhaltener Förder ist der Förder der Bastion Cleve. Der Förder führte am südlichen Ende der Stadt von der Möllenvogtei nach Süden aus der Stadt hinaus. Er wurde etwa in den 1530er Jahren im Zuge von Arbeiten an der Stadtbefestigung überwölbt und ist heute als unterirdischer Gang erhalten.